# Supercopa de Israel
La Supercopa de Israel, también conocida como Campeón de Campeones (Hebrew: אלוף האלופים, Aluf HaAlufim), es una competición organizada por la Asociación de Fútbol de Israel a partido único entre el campeón de la Liga Premier de Israel y el ganador de la Copa de Israel. Si el mismo equipo gana ambas competiciones, el rival será el equipo que haya finalizado en el segundo puesto de la Liga.
La creación de la Copa fue en 1957 de manera no oficial. En 1969 empezó a ser organizada por la Asociación de fútbol de Israel, la cual se jugó anualmente hasta 1990, excepto en 1972, 1973 y 1987. La competición fue restablecida en 2014.
Los equipos más exitosos eran Maccabi Tel Aviv Football Club, Hapoel Tel Aviv Football Club y Maccabi Netanya con 5 títulos cada uno. En 2019, el Maccabi Tel Aviv ganó su sexta corona, pasando a ser el más ganador en esta competencia.

## Campeones

### Competición No Oficial
| Año  | Campeón de Liga    | Campeón de Copa    | Resultado                 |
| ---- | ------------------ | ------------------ | ------------------------- |
| 1957 | Hapoel Tel Aviv    | Hapoel Petah Tikva | 3–0                       |
| 1962 | Hapoel Petah Tikva | Maccabi Haifa      | 2–2 1                     |
| 1965 | Hakoah Ramat Gan   | Maccabi Tel Aviv   | 2–2 / 1–1 ((2 partidos) 1 |
| 1966 | Hapoel Tel Aviv    | Hapoel Haifa       | 2–1                       |
| 1968 | Maccabi Tel Aviv   | Bnei Yehuda        | 2–1                       |

Nota: 1 Copa compartida.

### Competición Oficial
| Año       | Campeón de Liga    | Campeón de Copa       | Resultado              |
| --------- | ------------------ | --------------------- | ---------------------- |
| 1969      | Hapoel Tel Aviv    | Hakoah Ramat Gan      | 5–1                    |
| 1970      | Maccabi Tel Aviv   | Hapoel Tel Avivru     | 1–2                    |
| 1971      | Maccabi Netanya    | Hakoah Ramat Gan      | 4–2 (Prórroga)         |
| 1972–1973 | No se organizó     | No se organizó        | No se organizó         |
| 1974      | Maccabi Netanya    | Hapoel Haifa          | 2–1                    |
| 1975      | Hapoel Be'er Sheva | Hapoel Kfar Saba      | 2–1                    |
| 1976      | Hapoel Be'er Sheva | Beitar Jerusalem      | 2–3 (Prórroga)         |
| 1977      | Maccabi Tel Aviv   | Maccabi Jaffaru       | 3–2                    |
| 1978      | Maccabi Netanya    | Beitar Jerusalemru    | 4–0                    |
| 1979      | Maccabi Tel Aviv   | Beitar Jerusalem      | 2–0                    |
| 1980      | Maccabi Netanya    | Hapoel Kfar Saba      | 2–1                    |
| 1981      | Hapoel Tel Aviv    | Bnei Yehuda           | 1–0                    |
| 1982      | Hapoel Kfar Saba   | Hapoel Yehud          | 3–3 (Prórroga) 3–2 (p) |
| 1983      | Maccabi Netanya    | Hapoel Tel Aviv       | 1–0                    |
| 1984      | Maccabi Haifa      | Hapoel Lod            | 1–4                    |
| 1985      | Maccabi Haifa      | Beitar Jerusalem      | 5–2                    |
| 1986      | Hapoel Tel Aviv    | Beitar Jerusalem      | 1–2                    |
| 1987      | No se organizó     | No se organizó        | No se organizó         |
| 1988      | Hapoel Tel Aviv    | Maccabi Tel Aviv      | 0–3                    |
| 1989      | Maccabi Haifa      | Beitar Jerusalem      | 2–1                    |
| 1990      | Bnei Yehuda        | Hapoel Kfar Saba      | 1–0                    |
| 1991–2014 | No se organizó     | No se organizó        | No se organizó         |
| 2015      | Maccabi Tel Aviv   | Ironi Kiryat Shmonaru | 2–2 (Prórroga) 4–5 (p) |
| 2016      | Hapoel Be'er Sheva | Maccabi Haifa         | 4–2                    |
| 2017      | Hapoel Be'er Sheva | Bnei Yehuda           | 4–2                    |
| 2018      | Hapoel Be'er Sheva | Hapoel Haifa          | 1–1 (4:5 pen.)         |
| 2019      | Maccabi Tel Aviv   | Bnei Yehuda           | 1–0                    |
| 2020      | Maccabi Tel Aviv   | Hapoel Be'er Sheva    | 4–0                    |
| 2021      | Maccabi Haifa      | Maccabi Tel Aviv      | 2–0                    |
| 2022      | Maccabi Haifa      | Hapoel Be'er Sheva    | 1-1(3:4 pen.)          |
| 2023      | Maccabi Haifa      | Beitar Jerusalén      | 3-1                    |
| 2024      | Maccabi Tel Aviv   | Maccabi Petah-Tikvah  | 2–0                    |

## Títulos por club
| Club                       | Campeón | 2.º | Años campeón                                   |
| -------------------------- | ------- | --- | ---------------------------------------------- |
| Maccabi Tel Aviv           | 8       | 3   | 1965, 1968, 1977, 1979, 1988, 2019, 2020, 2024 |
| Hapoel Tel Aviv            | 5       | 4   | 1957, 1966, 1969, 1970, 1981                   |
| Maccabi Haifa              | 5       | 3   | 1962, 1985, 1989, 2021, 2023                   |
| Maccabi Netanya            | 5       | -   | 1971, 1974, 1978, 1980, 1983                   |
| Hapoel Be'er Sheva         | 4       | 3   | 1975, 2016, 2017, 2022                         |
| Beitar Jerusalén           | 2       | 5   | 1976, 1986                                     |
| Bnei Yehuda                | 1       | 4   | 1990                                           |
| Hapoel Kfar Saba           | 1       | 3   | 1982                                           |
| Hakoah Ramat Gan           | 1       | 2   | 1965                                           |
| Hapoel Haifa               | 1       | 2   | 2018                                           |
| Hapoel Petah-Tikvah        | 1       | 1   | 1962                                           |
| Hapoel Lod                 | 1       | -   | 1984                                           |
| Hapoel Ironi Kiryat Shmona | 1       | -   | 2015                                           |
| Maccabi Jaffa              | -       | 1   | -----                                          |
| Hapoel Yehud               | -       | 1   | -----                                          |
| Maccabi Petah-Tikvah       | -       | 1   | -----                                          |